# Mariusz Lewandowski
Mariusz Lewandowski (pronunție în poloneză [ˈmarjuʂ lɛvanˈdɔfski]; n. 18 mai 1979, Legnica) este un fotbalist polonez ce evoluează pentru echipa PFC Sevastopol pe postul de mijlocaș defensiv.

## Cariera
Jucătorul și-a pornit cariera la echipa poloneză Zagłębie Lubin. După un scurt timp la echipa Dyskobolia Grodzisk Wielkopolski, el a mers în anul 2001 la echipa ucraineană Șahtior Donețk cu care în anul 2009 a jucat finala Cupei Uefa contra germanilor de la Werder Bremen, pe care de altfel a și câștigat-o alături de echipa sa.

## Performanțe

### La echipa de club
- Campionatul Ucrainei (4): 2002, 2005, 2006, 2008

Vicecampion (4): 2003, 2004, 2007, 2009
- Cupa Ucrainei (3): 2002, 2004, 2008

Finalist (3): 2003, 2007, 2009
- Supercupa Ucrainei (3): 2005, 2008, 2010

Finalist (3): 2004, 2006, 2007
- Cupa UEFA (1): 2009

Cu echipa națională de fotbal a Poloniei a bifat prezența la Campionatul Mondial de Fotbal 2006 (Germania) și la Euro 2008 (Polonia și Austria) dar fără performanțe majore, netrecând de faza grupelor.